# Kalven (Lycksele socken, Lappland, 713976-165341)
Kalven är en sjö i Lycksele kommun i Lappland och ingår i Umeälvens huvudavrinningsområde. Sjön har en area på 0,482 kvadratkilometer och ligger 235,2 meter över havet. Sjön avvattnas av vattendraget Vittanbäcken (Sörbäcken).

## Delavrinningsområde
Kalven ingår i det delavrinningsområde (713848-165444) som SMHI kallar för Mynnar i Byssträsket. Medelhöjden är 275 meter över havet och ytan är 11,19 kvadratkilometer. Räknas de 5 avrinningsområdena uppströms in blir den ackumulerade arean 53,2 kvadratkilometer. Vittanbäcken (Sörbäcken) som avvattnar avrinningsområdet har biflödesordning 3, vilket innebär att vattnet flödar genom totalt 3 vattendrag innan det når havet efter 120 kilometer. Avrinningsområdet består mestadels av skog (85 procent). Avrinningsområdet har 0,84 kvadratkilometer vattenytor vilket ger det en sjöprocent på 7,5 procent.